# Patinação de velocidade em pista curta nos Jogos Olímpicos de Inverno de 2018 - 1000 m feminino
A prova de 1000 m feminino da patinação de velocidade em pista curta nos Jogos Olímpicos de Inverno de 2018 foi disputada na Arena de Gelo Gangneung, localizada na subsede de Gangneung nos dias 20 e 22 de fevereiro.

## Medalhistas
| Ouro   | NED Suzanne Schulting |
| Prata  | CAN Kim Boutin        |
| Bronze | ITA Arianna Fontana   |

## Recordes
Antes desta competição, os recordes mundiais e olímpicos da prova eram os seguintes:
| Tipo | Atleta          | Tempo        | Local   | Data                    |
| ---- | --------------- | ------------ | ------- | ----------------------- |
|      | Shim Suk-hee    | 1:26.661 min | Calgary | 21 de outubro de 2012   |
|      | Valérie Maltais | 1:28.771 min | Sóchi   | 18 de fevereiro de 2004 |

## Resultados

### Eliminatórias
| Pos. | Bateria | Atleta                    | Tempo     | Notas |
| ---- | ------- | ------------------------- | --------- | ----- |
| 1    | 1       | KOR Shim Suk-hee          | 1:34.940  | Q     |
| 2    | 1       | FRA Véronique Pierron     | 1:35.299  | Q     |
| 3    | 1       | GER Bianca Walter         | 1:36.128  | ADV   |
| 5    | 1       | CHN Han Yutong            | 9:99.99 ! | PEN   |
| 1    | 2       | KOR Choi Min-jeong        | 1:31.190  | Q     |
| 2    | 2       | CHN Qu Chunyu             | 1:31.279  | Q     |
| 3    | 2       | KAZ Anastassiya Krestova  | 1:31.557  |       |
| 5    | 2       | AUS Deanna Lockett        | 9:99.99 ! | PEN   |
| 1    | 3       | NED Suzanne Schulting     | 1:29.519  | Q     |
| 2    | 3       | OAR Ekaterina Efremenkova | 1:29.598  | Q     |
| 3    | 3       | KAZ Kim Iong-a            | 1:29.703  |       |
| 4    | 3       | HUN Petra Jászapáti       | 1:29.838  |       |
| 1    | 4       | ITA Arianna Fontana       | 1:30.676  | Q     |
| 2    | 4       | CAN Valérie Maltais       | 1:30.773  | Q     |
| 3    | 4       | USA Jessica Kooreman      | 1:31.657  |       |
| 4    | 4       | GBR Kathryn Thomson       | 1:32.150  |       |
| 1    | 5       | NED Lara van Ruijven      | 1:30.896  | Q     |
| 2    | 5       | POL Magdalena Warakomska  | 1:31.259  | Q     |
| 3    | 5       | HUN Andrea Keszler        | 1:31.446  | ADV   |
| 6    | 5       | GBR Elise Christie        | 9:99.99 ! | YC    |
| 1    | 6       | CHN Li Jinyu              | 1:32.335  | Q     |
| 2    | 6       | NED Yara van Kerkhof      | 1:43.364  | Q     |
| 5    | 6       | OAR Sofia Prosvirnova     | 9:99.99 ! | PEN   |
| 5    | 6       | GER Anna Seidel           | 9:99.99 ! | PEN   |
| 1    | 7       | KOR Kim A-lang            | 1:30.459  | Q     |
| 2    | 7       | CAN Marianne St-Gelais    | 1:30.512  | Q     |
| 3    | 7       | JPN Sumire Kikuchi        | 1:30.970  |       |
| 5    | 7       | USA Lana Gehring          | 9:99.99 ! | PEN   |
| 1    | 8       | CAN Kim Boutin            | 1:32.402  | Q     |
| 2    | 8       | JPN Hitomi Saito          | 1:32.457  | Q     |
| 3    | 8       | GBR Charlotte Gilmartin   | 1:32.899  |       |
| 4    | 8       | ITA Cynthia Mascitto      | 1:32.926  |       |

### Quartas de final
| Pos. | Bateria | Atleta                    | Tempo    | Notas |
| ---- | ------- | ------------------------- | -------- | ----- |
| 1    | 1       | CAN Kim Boutin            | 1:30.013 | Q     |
| 2    | 1       | KOR Kim A-lang            | 1:30.137 | Q     |
| 3    | 1       | CAN Marianne St-Gelais    | 1:30.180 |       |
| 4    | 1       | FRA Véronique Pierron     | 1:30.323 |       |
| 5    | 1       | GER Bianca Walter         | 1:31.085 |       |
| 1    | 2       | ITA Arianna Fontana       | 1:30.074 | Q     |
| 2    | 2       | CAN Valérie Maltais       | 1:30.131 | Q     |
| 3    | 2       | CHN Li Jinyu              | 1:30.175 |       |
| 4    | 2       | JPN Hitomi Saito          | 1:30.804 |       |
| 1    | 3       | KOR Choi Min-jeong        | 1:30.940 | Q     |
| 2    | 3       | CHN Qu Chunyu             | 1:31.284 | Q     |
| 3    | 3       | POL Magdalena Warakomska  | 1:31.698 |       |
| 4    | 3       | NED Lara van Ruijven      | 1:31.754 |       |
| 1    | 4       | KOR Shim Suk-hee          | 1:29.159 | Q     |
| 2    | 4       | NED Suzanne Schulting     | 1:29.377 | Q     |
| 3    | 4       | OAR Ekaterina Efremenkova | 1:29.466 |       |
| 4    | 4       | NED Yara van Kerkhof      | 1:29.670 |       |
| 5    | 4       | HUN Andrea Keszler        | 1:30.642 |       |

### Semifinais
| Pos. | Bateria | Atleta                | Tempo      | Notas |
| ---- | ------- | --------------------- | ---------- | ----- |
| 1    | 1       | CAN Kim Boutin        | 1:29.065   | QA    |
| 2    | 1       | ITA Arianna Fontana   | 1:29.156   | QA    |
| 3    | 1       | KOR Kim A-lang        | 1:29.212   | QB    |
| 5    | 1       | CAN Valérie Maltais   | 9:59.999 ! | PEN   |
| 1    | 2       | NED Suzanne Schulting | 1:30.949   | QA    |
| 2    | 2       | KOR Shim Suk-hee      | 1:30.974   | QA    |
| 3    | 2       | KOR Choi Min-jeong    | 1:31.131   | ADV   |
| 5    | 2       | CHN Qu Chunyu         | 9:59.999 ! | PEN   |

### Final
A final B não foi disputada, uma vez que Kim A-lang foi a única atleta classificada.
| Pos. | Atleta                | Tempo    | Notas |
| ---- | --------------------- | -------- | ----- |
| 1    | NED Suzanne Schulting | 1:29.778 |       |
| 2    | CAN Kim Boutin        | 1:29.956 |       |
| 3    | ITA Arianna Fontana   | 1:30.656 |       |
| 4    | KOR Choi Min-jeong    | 1:42.434 |       |
| 6    | KOR Shim Suk-hee      | 99.999 ! | PEN   |

Legenda
| Recorde mundial      | Recorde mundial (World record)               |                       | Recorde africano                      | Recorde africano (African) |                                           | Q | Classificado por posição (Qualified) |
| Recorde olímpico     | Recorde olímpico (Olympic record)            | Recorde da América    | Recorde da América (Americas)         | q                          | Classificado por melhor tempo (Qualified) |   |                                      |
| Melhor marca do ano  | Melhor marca do ano (World leading)          | Recorde asiático      | Recorde asiático (Asian)              | DNS                        | Não largou (Did not start)                |   |                                      |
| Recorde nacional     | Recorde nacional (National record)           | Recorde europeu       | Recorde europeu (European)            | DNF                        | Não terminou (Did not finish)             |   |                                      |
| Recorde pessoal      | Recorde pessoal do atleta (Personal best)    | Recorde da Oceania    | Recorde da Oceania (Oceania)          | DSQ / DQ                   | Desclassificado (Disqualified)            |   |                                      |
| Recorde da temporada | Recorde da temporada do atleta (Season best) | Recorde sul-americano | Recorde sul-americano (South America) | NM                         | Sem marca (No mark)                       |   |                                      |

### Patinação de velocidade
| Recorde de pista | Recorde da pista (Track record)               |  |  |
| QA               | Classificado para a final A                   |  |  |
| QB               | Classificado para a final B                   |  |  |
| ADV              | Classificado após decisão arbitral (Advanced) |  |  |
| PEN              | Pênalti                                       |  |  |
| YC               | Cartão amarelo (Yellow Card)                  |  |  |